# Meg Wolitzer
Meg Wolitzer, née le 28 mai 1959 à Brooklyn dans l'État de New York, est une écrivain américaine.

## Œuvres
- (en) Sleepwalking, 1982
- (en) Hidden Pictures, 1986
- (en) This Is Your Life, 1988
- (en) Surrender, Dorothy, 1998
- L’Épouse, Grasset & Fasquelle, 2005 ((en) The Wife, 2003), trad. Johan Frederik Hel Guedj, 331 p.  (ISBN 2-246-68081-6)Réédité dans une nouvelle traduction et sous le titre La Doublure aux éditions Rue Fromentin en 2016 (ISBN 978-2-91954-744-9)
- La Position, Sonatine, 2014 ((en) The Position, 2005), trad. Madeleine Nasalik, 395 p.  (ISBN 978-2-35584-241-2)[1],[2]
- (en) The Ten-Year Nap, 2008
- (en) The Uncoupling, 2011
- Les Intéressants, Rue Fromentin, 2015 ((en) The Interestings, 2013), trad. Jean Esch, 564 p.  (ISBN 978-2-91954-738-8)
- (en) Belzhar, 2014
- La Persuasion des femmes, rue Fromentin, 2019 ((en) The Female Persuasion, 2018), trad. Jean Esch, 434 p.  (ISBN 978-2919547616)